# Tsumi no Keishō (Original Sin)
Tsumi no Keisho (Original Sin) è un singolo del cantante rock giapponese Gackt, pubblicato come suo quarantottesimo singolo il 22 marzo 2017.